# زالشه (شهرستان بیاوا پودلاسکا)
زالشه (به لهستانی:  Zalesie) یک روستا در لهستان است که در گمینا زالشه واقع شده‌است.